# Federació Equatoriana de Futbol
El futbol equatorià és dirigit per la Federació Equatoriana de Futbol (en castellà: Federación Ecuatoriana de Fútbol). Té la seu a Guayaquil.

## Història
Juan Alfredo Wright de Guayaquil fou el primer promotor del futbol al país, amb l'ajut del seu germà Roberto. Van viure a Anglaterra i posteriorment es traslladaren al Perú on formaren part de l'Unión Cricket de Lima. Als voltants de 1899 retornaren finalment a l'Equador i iniciaren la pràctica del futbol.
La Federació Equatoriana de Futbol va ser fundada el 1925, l'any següent s'afilià a la FIFA. El campionat equatorià de futbol s'inicià el 1957. Anteriorment existiren diversos campionats regionals.